# Moinhos de Vento (Abelheira)
Os Moinhos de Vento da Abelheira, situam-se no lugar da Abelheira, na freguesia de Marinhas, Município de Esposende 
Instalam-se ao longo da vertente voltada a poente, ao longo do curso do ribeiro do Peralta ou espalhando-se pela encosta soalheira e ventosa da arriba fóssil.
Com uma estrutura circular em alvenaria, estavam providos de uma porta voltada a Nascente e uma ou duas pequenas janelas que iluminavam a parte superior. A cobertura era do tipo cónico móvel, feita à base de tábuas pregadas e o velame, em pano, tinha formato triangular .
Dos conjunto de sete moinhos, quatro são propriedade da autarquia de Esposende e três são de particulares, transformados em estruturas de habitação.
Decorre no momento o processo de classificação deste conjunto de moinhos como de interesse público.

## Recuperação
Em Setembro de 2020, foi anunciado que a Câmara de Esposende vai arrancar com a obra de recuperação de três moinhos, propriedades do município, iniciando assim a primeira fase do processo de constituição do Parque Temático dos Moinhos de Vento da Abelheira.
A intervenção global está prevista para os sete moinhos.
Em setembro de 2023, o Município de Esposende adquiriu o quarto moinho sendo que é o único que ainda se encontra em ruínas.
No futuro ficará ali implantado o parque temático ligado às energias renováveis e ao ciclo do pão.